# Ateliers orléanais de réalisations ferroviaires
Le groupe Ateliers orléanais de réalisations ferroviaires ou AORF est une ancienne holding française basée à Saint-Denis-de-l'Hôtel dans le département du Loiret en région Centre-Val de Loire.
La holding a été chargée entre 2002 et 2014 de coordonner l'activité de ses deux filiales spécialisées dans la réparation, la maintenance et la fonderie ferroviaire : Saint-Denis-de-l'Hôtel ferroviaire (SDHF) et Ateliers bretons de réalisations ferroviaires industries (ABRFI).

## Géographie
Le groupe est installé sur deux sites situés en France : Saint-Denis-de-l'Hôtel ferroviaire (SDHF) à Saint-Denis-de-l'Hôtel et les Ateliers bretons de réalisations ferroviaires industries (ABRFI) à Châteaubriant en Loire-Atlantique (Pays de Loire).

## Histoire
La holding est créée en 2003. Après le rachat de SDHF par ABRFI, les deux sociétés sont reversées dans AORF.
En 2009, AORF augmente sa participation pour devenir majoritaire dans le capital de Sambre-et-Meuse (Feignies, Nord) en passant de 33 % à 53 % et les fonds d'investissement des banques françaises Crédit agricole et Crédit mutuel, Uni Expansion Ouest (UNEXO) et Synergies finances, entrent au capital du groupe,.
En décembre 2010, Sambre-et-Meuse est revendu au groupe russe Uralvagonzavod (UVZ).
Jean-Luc Remondeau démissionne de son poste de directeur en mars 2011 et est remplacé par Éric Vinassac de Bernard Krief Capital.
Dans une réponse parue au journal officiel de la République française en avril 2011 et à la suite d'une question posée par le député de Loire-Atlantique, Michel Hunault, l'avenir du groupe AORF est évoqué pour la mise en place d'un éventuel plan de sauvetage.
Le tribunal de commerce d'Orléans accorde, le 10 mai 2011, un délai d'un mois supplémentaire au groupe AORF avant sa mise en redressement judiciaire lié à ses difficultés financières.
Le 23 juin 2011, le tribunal de commerce d’Orléans accorde un mandat de trois mois au groupe afin d'obtenir les préfinancements requis à la mise en œuvre de nouvelles commandes.
Le 10 juillet 2012, AORF est placé en procédure de sauvegarde par le tribunal de commerce d'Orléans.
AORF est placé en redressement judiciaire le 15 mai 2013.
En septembre 2013, et à la suite du retrait d’Uralvagonzavod, candidat au rachat, le tribunal de commerce d'Orléans autorise AORF a poursuivre son activité ; 67 postes sont supprimés.
Le 2 avril 2014, AORF est de nouveau placé en redressement judiciaire alors qu'elle était en procédure de sauvegarde.
Le 12 mai 2014, les deux filiales du groupe sont liquidées.
Le 16 juillet 2014, la filiale d'AORF, SDHF est rachetée par le fabricant de wagons de marchandises français Millet,.